# Solidaritetsrörelser
Solidaritetsrörelser kallas en typ av organisationer som vill stödja folk som bekämpar förtryckare. Mest kända är de organisationer som stött nationella rörelser som gjort motstånd mot de europeiska kolonialmakterna. Exempel är stödet för algeriernas kamp mot Frankrike på 1950-talet, FNL-rörelsens och andra Indokinarörelsers stöd för vietnamesernas kamp mot USA under Vietnamkriget på 1960- och 1970-talet (I Sverige Svenska Vietnamkommittén och De förenade FNL-grupperna)  liksom Afrikagruppernas stöd till frihetsrörelserna i Moçambique och Angola och kampen mot apartheid i Sydafrika. När det gäller Latinamerika har solidaritetsrörelserna framförallt verkat till stöd för revolutionens Nicaragua(bland annat via Vänskapsförbundet Sverige-Nicaragua) och kampen mot Pinochetregimen i Chile och andra USA-stödda fascistiska regimer i Latinamerika, huvudsakligen under 1970-talet och början av 1980-talet. Palestinagrupperna stöder palestiniernas kamp mot Israels ockupation.
Mot bakgrund av de ökande kunskaperna om jordens begränsade resurser verkar en del organisationer för ändra livsstil i de rika länderna och för rättvis fördelning av resurser. Dit hör bland annat Attac och Framtiden i våra händer. För övrigt är det inte alltid någon skarp gräns mellan solidaritetsrörelser och fredsrörelsen och miljörörelsen.
En del organisationer som börjat som solidaritetsorganisationer har blivit renodlade biståndsorganisationer.
Under 1990-talet började en del solidaritetsgrupper anordna demonstrationer i samband med bl.a. Världsbankens och Världshandelsorganisationens (WTO) olika sammankomster. Motmötena har getts namnet World Social Forum.
Viss släktskap med solidaritetsrörelserna har alternativrörelsen